# Chicago Light-Motion Study
Chicago Light-Motion Study er en dansk eksperimentalfilm fra 1950 instrueret af Keld Helmer-Petersen.

## Handling
Denne artikel mangler et handlingsreferat. Hjælp os med at skrive det.